# Dirección General de Política Interior
La Dirección General de Política Interior (DGPI) de España es el órgano directivo del Ministerio del Interior, dependiente orgánicamente de la Subsecretaría, que se asume las funciones en materia de procesos electorales y consultas populares y el régimen jurídico de los partidos políticos; así como la instrucción y tramitación de los procedimientos en materia de protección internacional de refugiados, régimen de apátridas y atención a desplazados.

## Historia

### Antecedentes
Antes de la creación de este órgano en la década de 1930, tuvo como antecedentes remotos la Dirección General de Gobierno —o de Gobernación Política— entre los años 1847 y 1860, así como la Dirección General de Política entre 1868 y 1871, aunque la mayor parte del tiempo las cuestiones de carácter electoral y político residieron en la Subsecretaría del Departamento.

### Política Interior
En lo referente a esta Dirección General, nace con la reforma de la Administración Central de enero de 1938, que crea en el Ministerio del Interior el Servicio Nacional de Política Interior, que un año más tarde, por Ley de 8 de agosto de 1939, se renombra como dirección general.
En sus primeros años, la DGPI apenas sufrió grandes modificaciones. En 1967 se integró en ella parte de las funciones de la Dirección General de Beneficencia y Obras Sociales, pasando a denominarse Dirección General de Política Interior y Asistencia Social y, en 1968, se le adscribió el Auxilio Social. En 1970 asumió los servicios administrativos de la Comisión Central de Saneamiento y de la Subdirección General de Población.
Debido a la ineficacia en asuntos sociales de esta dirección, en 1973 se reformó su organización, teniendo una secretaría general, tres subdirecciones generales (de Política Interior; de Población; y de Asistencia Social) y dos servicios (de Informática y Transmisiones; y de Asuntos Jurídicos y Económicos). Apenas un año más tarde, las competencias en Asistencia Social se desligaron recuperándose una dirección general para estos asuntos y, perdiendo por tanto, la Subdirección General de Asistencia Social. A través de la Subdirección General de Política Interior este órgano directivo asumía las relaciones con los gobiernos civiles y los asuntos concernientes al derecho de asociación y, a través de la Subdirección General de Población, estudiaba el comportamiento de la población y asumía tareas medio ambientales.
Con el desarrollo del derecho de asociación y la creación del Registro de Asociaciones Políticas en 1976, esta dirección general asumió su gestión. Igualmente, ese mismo año asumió la Subdirección General de Protección Civil. Otra significativa reforma acaeció en 1981 para racionalizar su funcionamiento, estructurándose mediante la Subdirección General de Política Interior —para las relaciones con los gobiernos civiles y el ejercicio de los derechos fundamentales y libertades públicas reconocidas en la Constitución—, la Subdirección General de Asociaciones —para todo lo concerniente al Registro de Asociaciones, su régimen y partidos políticos—, la Subdirección General de Documentación e Información de Procesos Electorales —para la gestión de cuestiones administrativas relativas a los distintos procesos electorales y consultas directas, así como las subvenciones y financiación de los partidos políticos—, y una Secretaría General —para la programación de necesidades y otros asuntos—.
En 1990 la gestión del Registro de Asociaciones se traspasó a la Secretaría General Técnica y asumió competencias sobre derecho de asilo y refugiados, presidiendo la Comisión Interministerial de Asilo y Refugio y también competencias en extranjería. En 1993 se suprimió la Secretaría General de la DGPI. Tres años más tarde, se suprimieron las direcciones generales de Procesos Electorales, Extranjería y Asilo, y del Plan Nacional sobre Drogas, asumiendo la DGPI sus funciones.
En 2007, se aprueba nueva legislación en el ámbito de sus competencias pues es en este año cuando se aprueba la nueva ley sobre financiación de partidos políticos y fue necesaria la adaptación a la nueva normativa sancionatoria. Este mismo año, también se aprobaron nuevas regulaciones sobre el voto de españoles en el exterior, el derecho de sufragio de las personas con discapacidad visual.
En 2024 sufrió su mayor cambio desde los años 1990, perdiendo las competencias en materia de protección internacional en favor de la nueva Dirección General de Protección Internacional, pero convirtiéndose en un órgano de colaboración directa de la Subsecretaría en sus tareas de gestión del Departamento, pues asumió las competencias y estructura que la Subsecretaría poseía en relación con los recursos humanos, gestión económico-patrimonial, obras y seguridad, así como inspección e innovación.

## Estructura
De esta Dirección General dependen los siguientes órganos:
- La Subdirección General de Política Interior y Procesos Electorales, que asume la gestión de las competencias del Ministerio respecto a los procesos electorales y a las consultas directas al electorado, y el mantenimiento de las relaciones necesarias con la Administración Electoral, en particular, con la Junta Electoral Central, con la que le corresponde la interlocución en materia electoral a excepción de las cuestiones relativas a la elaboración del censo electoral, cuya competencia corresponde a la Oficina del Censo Electoral; la coordinación de la gestión y desarrollo de los procesos electorales, así como de las funciones que corresponden a las unidades dependientes de otros ministerios con competencias en materia electoral; la dirección y coordinación de los desarrollos informáticos y de comunicaciones para la modernización de la gestión de los procesos electorales; la puesta a disposición de la información relativa a los procesos electorales, excepto los datos relativos al censo electoral, así como la custodia y difusión pública de los resultados electorales; la gestión de las relaciones con los órganos competentes de las comunidades autónomas en materia electoral; el registro y la aplicación del régimen jurídico de los partidos políticos; y la gestión de las subvenciones estatales anuales y de las subvenciones por gastos electorales de las formaciones políticas en los términos establecidos en la legislación vigente. Asimismo, asume la coordinación de la preparación de propuestas del Consejo de Ministros y de los órganos superiores del Ministerio, así como de otros órganos directivos en asuntos no relacionados con la protección internacional.
- La Subdirección General de Recursos Humanos, que asume la gestión de los recursos humanos del Departamento; la elaboración anual de la oferta de empleo; la tramitación de los procesos de selección y provisión de puestos de trabajo, y la planificación, elaboración y administración de las plantillas y relaciones de puestos de trabajo y de sus modificaciones; la organización y desarrollo de la formación, programación y gestión de la acción social, así como la participación en la negociación colectiva y las relaciones laborales y la planificación de la política retributiva, así como el control y evaluación del gasto de personal del Departamento.
- La Subdirección General de Gestión Económica y Patrimonial, órgano responsable de la supervisión de los proyectos de obras; de la gestión financiera de ingresos y gastos de tesorería de los créditos presupuestarios del Departamento; la habilitación de personal de los servicios centrales, excepto lo que corresponde a los ámbitos de la Policía Nacional, de la Guardia Civil y de la Secretaría General de Instituciones Penitenciarias; la adquisición de los recursos materiales precisos para el funcionamiento de los servicios; la coordinación de las distintas cajas pagadoras del Departamento y la canalización de sus relaciones con la Secretaría General del Tesoro y Financiación Internacional, la Intervención General de la Administración del Estado y el Tribunal de Cuentas, a través de la unidad central de pagos y de la gestión patrimonial, que incluye las actuaciones relativas a las obras de construcción y reforma de edificios las relaciones con la Dirección General del Patrimonio del Estado, el inventario de bienes inmuebles y la instrucción y tramitación de los expedientes de contratación de alquileres de inmuebles, sin perjuicio de la perfección de los contratos por el órgano competente para celebrarlos, y la programación, gestión y control de inversiones.
- La Oficialía Mayor, que se encarga del régimen interior, el registro general del Departamento y la coordinación de las oficinas de asistencia en materia de registro, la gestión de los servicios de seguridad, la vigilancia y conservación de los edificios, el inventario de bienes muebles y la prevención de riesgos laborales.
- La Subdirección General de Innovación, Calidad e Inspección de los Servicios, que asume las funciones sobre el establecimiento de los programas de inspección de los servicios del Ministerio, así como la determinación de las actuaciones precisas para la mejora de los sistemas de planificación, dirección y organización y para la racionalización y simplificación de los procedimientos y métodos de trabajo; la inspección de los servicios, del personal, y la evaluación de su calidad y rendimiento, así como la instrucción y propuesta de resolución de los expedientes disciplinarios; la coordinación y seguimiento global de los programas de calidad del Departamento, así como la tramitación de los expedientes sobre autorizaciones o reconocimiento de compatibilidad; la elaboración, desarrollo y ejecución de los planes estratégicos y operativos en materia de sistemas de información y telecomunicaciones; el impulso para la implantación de la administración electrónica, y el asesoramiento y asistencia en materia de tecnologías de la información; la coordinación y la supervisión de la política de protección de datos en cumplimiento de la normativa aplicable en esta materia en el ámbito de las competencias del departamento y la coordinación de las actividades vinculadas con las evaluaciones de las políticas públicas competencia del Departamento en apoyo del Instituto para la Evaluación de Políticas Públicas del Ministerio de Política Territorial y Función Pública, de acuerdo con el plan de evaluaciones de políticas públicas que apruebe el Consejo de Ministros.

## Presupuesto
La Dirección General de Política Interior tiene un presupuesto asignado de 477 770 460 € para el año 2023. El considerable aumento con respecto al año anterior, de casi 400 millones de euros, se debe principalmente al incremento de la partida destinada a sufragar elecciones, pues 2023 es año electoral en España
De acuerdo con los Presupuestos Generales del Estado para 2023, la Dirección General participa en dos programas:
| N.º Programa                              | Programa                                  | Dotación      | Ref.   |
| ----------------------------------------- | ----------------------------------------- | ------------- | ------ |
| 131P                                      | Derecho de asilo y apátridas              | 16 202 480 €  | [ 11 ] |
| 924M                                      | Elecciones y Partidos Políticos           | 461 567 980 € | [ 12 ] |
| Total presupuesto de la Dirección General | Total presupuesto de la Dirección General | 477 770 460 € |        |